# Sangatissa
Sangatissa é um gênero de mariposa pertencente à família Bombycidae.